# Хайд-Парк (тауншип, Миннесота)
Хайд-Парк (англ. Hyde Park) — тауншип в округе Уабаша, Миннесота, США. На 2000 год его население составило 275 человек.

## География
По данным Бюро переписи населения США площадь тауншипа составляет 41,6 км², из которых 41,1 км² занимает суша, а 0,4 км² — вода (1,06 %).

## Демография
По данным переписи населения 2000 года здесь находились 275 человек, 104 домохозяйства и 69 семей.  Плотность населения —  6,7 чел./км².  На территории тауншипа расположено 111 построек со средней плотностью 2,7 построек на один квадратный километр. Расовый состав населения: 99,64 % белых, 0,36 % — других рас США. Испанцы или латиноамериканцы любой расы составляли 0,36 % от популяции тауншипа.
Из 104 домохозяйств в 36,5 % воспитывались дети до 18 лет, в 58,7 % проживали супружеские пары, в 4,8 % проживали незамужние женщины и в 32,7 % домохозяйств проживали несемейные люди. 23,1 % домохозяйств состояли из одного человека, при том 11,5 % из — одиноких пожилых людей старше 65 лет. Средний размер домохозяйства — 2,64, а семьи — 3,23 человека.
25,5 % населения — младше 18 лет, 11,6 % — в возрасте от 18 до 24 лет, 27,3 % — от 25 до 44, 24,4 % — от 45 до 64, и 11,3 % — старше 65 лет. Средний возраст — 36 лет. На каждые 100 женщин приходилось 106,8 мужчин.  На каждые 100 женщин старше 18 приходилось 111,3 мужчин.
Средний годовой доход домохозяйства составлял 56 667 долларов, а средний годовой доход семьи —  61 250 долларов. Средний доход мужчин —  40 417  долларов, в то время как у женщин — 22 411. Доход на душу населения составил 28 488 долларов. За чертой бедности не находилась ни одна семья и 2,3 % всего населения тауншипа, из которых 5,6 % старше 65 лет.